# الكسندر رامزي (سياسي)
الكسندر رامزي (بالإنجليزية: Alexander Ramsay)‏ هو سياسي بريطاني (وحمل سابقاً جنسية المملكة المتحدة لبريطانيا العظمى وأيرلندا)، ولد في 12 يناير 1887، وتوفي في 17 أكتوبر 1969. حزبياً، نشط في حزب المحافظين. وقد في الانتخابات العامة في المملكة المتحدة 1931 ‏، انتخب عضو برلمان المملكة المتحدة الـ36 عن دائرة West Bromwich ‏ (27 أكتوبر 1931 – 25 أكتوبر 1935).